# Vika Jigulina
Vika Jigulina, pseudonimo di Victoria Corneva (Cahul, 18 febbraio 1986), è una disc jockey e cantante moldava naturalizzata rumena.

## Biografia
Vika Jigulina nasce a Cahul, in Moldavia e si diploma alla scuola di musica Rachmaninov. Nel 2000 si trasferisce a Timișoara in Romania e qui prosegue i suoi studi. In seguito lavora in diversi club di Timişoara e infine a Bucarest. Successivamente conduce uno show settimanale nella stazione rumena "Radio Deea" e più tardi con VIBE FM, che le dà la fama.
Vika Jigulina ha collaborato in alcuni remix con Steve Murrano, ATB, Tom Craft, DJ DOX, Steve Angello, Sebastian Ingrosso e altri artisti rumeni. Ha partecipato nella parte vocale della hit internazionale Stereo Love, singolo prodotto e scritto dal DJ rumeno Edward Maya.

## Discografia

### Singoli
- 2009 – Stereo Love (con Edward Maya)
- 2012 – Memories
- 2014 – Love of My Life (con Edward Maya)

### Collaborazioni
- 2010 – This Is My Life (Edward Maya feat. Vika Jigulina)
- 2011 – Desert Rain (Edward Maya feat. Vika Jigulina)
- 2012 – Mono in Love (Edward Maya feat. Vika Jigulina)
- 2019 – Be Free (Edward Maya feat. Vika Jigulina)